# Около радио
Около радио — сольный альбом Егора Белкина. Записан летом 1985 года в клубе Свердловского горного института.
В 1996 году на студии «TUTTI Records» была сделана реставрация записи под руководством технического директора студии Игоря Черенкова; в работе принимал участие Леонид Порохня. Альбом был переиздан на CD-диске в рамках «Антологии уральского рока» (диск № 5).

## Об альбоме
Группа Егора Белкина, некогда известная под названием «Егор Белкин и его друзья» — одно из самых интересных и противоречивых явлений свердловского рока середины 1980-х. Интересна она хотя бы уже тем, что никогда в реальности не существовала, будучи не столько цельным коллективом, сколько на самом деле компанией друзей и собутыльников, которые любили играть хорошую музыку и умели играть её хорошо. То есть группы как таковой не было — и тем не менее были концерты и даже запись магнитоальбома, который и предлагается вашему вниманию.
1985 год для свердловского рока был годом одновременно кризисным и многообещающим: свердловские «монстры» («Трек» и «Урфин Джюс») фактически прекратили своё существование, «монстры» будущие («Нау», «Чайф» и т. д.) делали первые шаги в направлении грядущей популярности. Потому на 1985 год приходится появление «сборных» проектов, среди которых проект Белкина был едва ли ни самым интересным благодаря участию таких музыкантов, как Александр Пантыкин, Владимир «Зёма» Назимов, Алексей Могилевский, а в концертном варианте к ним присоединялись ещё и Слава Бутусов с Димой Умецким. Если учесть ещё и то обстоятельство, что данный альбом — единственный образчик композиторского творчества Белкина, а кроме того — довольно нетипичные для Ильи Кормильцева тексты песен, получится смесь чрезвычайно интересная.
Увы, существование группы продлилось недолго: в 1986 после образования Свердловского рок-клуба началась довольно успешная концертная эпопея («Наутилус Помпилиус» в этих концертах выступал перед группой Белкина в качестве «разогревающего» коллектива), но в апреле 1987 года, после провального выступления на сцене ЛДМ, проект был прерван и больше не возобновлялся.

## Список композиций
Все песни написаны Егором Белкиным (музыка) и Ильей Кормильцевым (тексты).
| №   | Название                           | Длительность |
| --- | ---------------------------------- | ------------ |
| 1.  | «Около радио. Часть 1 — We are…»   | 4:47         |
| 2.  | «Видеокассета»                     | 6:10         |
| 3.  | «Необходимость выжить (Выход)»     | 6:09         |
| 4.  | «Такая простая песня»              | 3:27         |
| 5.  | «Братство по ветру»                | 3:33         |
| 6.  | «Технологичный брак»               | 4:08         |
| 7.  | «Банановая республика»             | 2:29         |
| 8.  | «Соня любит Петю»                  | 3:09         |
| 9.  | «Ритм»                             | 4:16         |
| 10. | «Около радио. Часть 2 — We’ll be…» | 2:13         |

## Участники записи
- Егор Белкин — вокал, гитары, бас (5), автор музыки
- Александр Пантыкин — клавишные, бас, вокал (1, 2, 3, 5, 7)
- Владимир Назимов — барабаны, вокал (3)
- Алексей Могилевский — саксофон (2, 7, 10)
- Виктор «Пифа» Комаров — драм-компьютер
- Настя Полева — вокал (1, 8, 9)
- Лев Шутылев — вокал (3, 7)
- Илья Кормильцев — автор текстов, вокал (1)
- Виктор Резников — звукорежиссёр, вокал (3, 4)
- Леонид Порохня — звукорежиссёр
- Дмитрий Тарик — звукорежиссёр
- Олег Ракович, Дмитрий Константинов (ДиКон) — художники

## Интересные факты
- Текст песни «Братство по ветру» был подкорректирован Егором Белкиным. Откорректированный вариант был исполнен группой «Настя» в альбоме Гербарий (акустика).
- Песня «Соня любит Петю» была исполнена группой «Чайф» в альбоме Симпатии в 2000 году.
- На обороте альбома указаны музыканты, с которыми Егор Белкин исполнял песни с альбома на концертах — Вячеслав Бутусов, Александр Пантыкин, Владимир Назимов, Алексей Могилевский и Дмитрий Умецкий.
- Песня «Соня любит Петю» стала неофициальным «гимном Свердловского рок-клуба» — всегда с восторгом встречалась (и пелась вместе с музыкантами) публикой на концертах и фестивалях рок-клуба, и не случайно именно она была исполнена как финальная на фестивале «Старый Новый Рок 2011», посвященном 25-летию рок-клуба.